# 1493：物种大交换开创的世界史
《1493：物种大交换开创的世界史》（1493: Uncovering the New World Columbus Created）是一部关于哥倫布大交換的非虛構作品，由美国克诺夫出版社出版，查尔斯·曼恩所著，于2011年第一次出版。其内容以自哥伦布第一次登陆美洲以来，哥伦布大交换对世界化的影响与促成为主，兼已人类文明史为辅。本书是曼恩的作品《1491》的续作。
在本书中，曼恩认为哥伦布大交换对人类的世界化的形成与同质世的产生奠定了基础（同质世的一个显著的特征便是农作物，疾病和生产工具在全球范围内的同质化，而这种特征则正是由大交换带来的人类迁徙所产生的）。其中，新大路的发现和伴随新大陆的发现之后带来的物种交换和新贸易的产生使得现代的农业生产和储备成为了可能。此外，他还认为大交换对中国的衰落和西方的崛起产生了重大的影响。